# Carlos Lobo
Carlos Lobo, bürgerlich Juan Carlos López (* 24. Juni 1970), ist ein deutscher Schauspieler, Synchronsprecher sowie Sprecher von Hörspielen und Hörbüchern spanischer Abstammung.

## Werdegang
Seine Ausbildung absolvierte Lobo u. a. in Mainz, Málaga, Barcelona und New York (bei William Esper). Engagements hatte er am Theater in Mannheim, Oberhausen, Staatstheater Mainz und Bonn. 2008 spielte er neben Fritz Wepper die Hauptrolle des Kommissar Diaz in der vierteiligen Serie Unser Mann im Süden. Zudem ist er durch Episodenrollen in Serien wie Mord mit Aussicht, SOKO Köln, Alarm für Cobra 11 – Die Autobahnpolizei, Post Mortem und SOKO Kitzbühel bekannt. In der Webserie Jabhook war er die Stimme von Murda.
Im Dezember 2011 feierte Lobo sein Broadway-Debüt am Duke Theatre on 42nd Street mit dem Stück Wearing Lorca’s Bowtie in einer Hauptrolle. 2012 folgte eine weitere Premiere in New York mit dem Theaterstück Shove am Conelly Theatre im East Village als Teil des New York International Fringe Festival.
Neben seiner Schauspiel- und Sprecherkarriere führt Lobo das Tonstudio Stimm und Truppi in Köln. Er ist die deutsche Synchronstimme von Javier Bardem.

## Filmografie
- 1999: Schwarz greift ein (Fernsehserie, Folge 3x01)
- 2000, 2002: Ein Fall für Zwei (Fernsehserie, 2 Folgen)
- 2002: Madrid
- 2004: Am Ende des Tages
- 2006: Die Österreichische Methode
- 2006: Fremder Bruder
- 2006: Elfmeter
- 2007: Tarragona – Ein Paradies in Flammen
- 2007: SOKO Kitzbühel (Fernsehserie, Folge 6x14)
- 2008: Mord mit Aussicht (Fernsehserie, Folge 1x03)
- 2008: Post Mortem (Fernsehserie, Folge 2x04)
- 2008: Alarm für Cobra 11 – Die Autobahnpolizei (Fernsehserie, Folge 13x08)
- 2008: Unser Mann im Süden (Fernsehserie, 4 Folgen)
- 2008: SOKO Köln (Fernsehserie, Folge 5x11)
- 2009: Alles was recht ist (Fernsehserie, Folge 1x02, Die italienische Variante)
- 2010: Jabhook (Webserie, 1 Folge)
- 2010: Glückliche Fügung
- 2012: Zeit der Helden
- 2013: Frausche un die Deiwwelsmilch
- 2013: Zeit der Kannibalen
- 2013: Heiter bis tödlich: Koslowski & Haferkamp
- 2014: Frauchen und die Deiwelsmilch
- 2014–2020 Rio Grande Verschiedene Eisenbahn Filme
- 2014: Der Hochzeitskönig
- 2015: Eisenbahn-Romantik
- 2016: Maria, Argentinien und die Sache mit den Weißwürsten (Fernsehfilm)
- 2018: Rentnercops (Fernsehserie, Folge 3x12)
- 2019: Der Barcelona-Krimi
- 2019: Matula – Tod auf Mallorca
- 2019: Väter allein zu Haus: Gerd
- 2019: Väter allein zu Haus: Mark
- 2019: Der Alte
- 2019: Dedication (Kurzfilm)
- 2020: Die Hochzeit
- 2020: Ein Sommer in Andalusien (Fernsehreihe)
- 2020: Der Alte und die Nervensäge (Fernsehfilm)
- 2021: Nestwochen (Fernsehfilm)
- 2021: Väter allein zu Haus: Timo
- 2022: Tatort: Spur des Blutes (Fernsehreihe)

## Sprechrollen (Auswahl)
Javier Bardem
- 2006: Vicky Cristina Barcelona als Juan Antonio
- 2010: Eat Pray Love als Felipe
- 2012: To the Wonder als Pater Quintana
- 2012: Skyfall als Silva
- 2013: The Counselor als Reiner
- 2015: The Gunman als Felix
- 2017: Mother! als Dichter
- 2017: Pirates of the Caribbean: Salazars Rache als Captain Armando Salazar

Demián Bichir
- 2013: The Bridge – America als Marco Ruiz
- 2015: The Hateful Eight als Bob the Mexican
- 2017: Alien: Covenant als Sgt. Lope
- 2020: The Midnight Sky als Sanchez
- 2023: Chupa als Chava

### Filme
- 2014: Charlies Farm als Charlie Wilson (Nathan Jones)
- 2015: Knight of Cups als Tonio (Antonio Banderas)
- 2015: Joy – Alles außer gewöhnlich als Tony (Édgar Ramírez)
- 2023: Arielle, die Meerjungfrau als König Triton (Javier Bardem)

### Serien
- 2015: Jormungand als Poe (Ryousuke Morita)
- 2015–2016: From Dusk Till Dawn: The Series als Don Carlos (Wilmer Valderrama)
- 2018: Narcos: Mexico als Enrique Camarena (Michael Peña)
- 2023: The Last Of Us als James (Troy Baker)

### Videospiele
- 2009: Uncharted 2: Among Thieves als Harry Flynn
- 2013: The Last of Us als Joel
- 2013: Assassin’s Creed IV: Black Flag als Laureano de Torres y Ayala
- 2013: Beyond: Two Souls als Stan
- 2015: Rise of the Tomb Raider als Jacob
- 2015: Anno 2205 als Virgil Drake
- 2015: The Witcher 3: Wild Hunt – Blood and Wine als Ritter in Toussaint
- 2017: Horizon Zero Dawn als Varl
- 2019: Blacksad als John Blacksad
- 2019: Days Gone als Sgt. Kouri
- 2020: The Last of Us Part II als Joel
- 2020: Cyberpunk 2077 als Jackie Welles
- 2022: Horizon Forbidden West als Varl und Kue
- 2024: As Dusk Falls als Dante Romero

## Hörspiele und Features
- 2013: Christine Grän/Eva Karnofsky: Quitos Töchter – Regie: Jörg Schlüter (Hörspiel – WDR)
- 2013: Ulrich Land: Duisburg 3.0 – Regie: Jörg Schlüter (Radio-Feature – WDR)
- 2013: Rainer Praetorius: Stanley Kubrik – Ein Leben für den Film – Regie: Thom Kubli (Radio-Feature – WDR)
- 2013: Ein Geschenk von Bob, ein Wintermärchen mit dem Streuner James Bowen – Lübbe Audio
- 2014: Eva Karnofsky: Opferfläche – Regie: Thomas Werner (Kriminalhörspiel – WDR)
- 2014: Peter F. Müller/Leonhard Koppelmann: Klaus Barbie – Begegnung mit dem Bösen – Regie: Leonhard Koppelmann (Hörspiel – WDR)
- 2018: Q – Regie: Jörg Schlüter (Hörspiel – WDR)
- 2018: Die drei Sonnen. Trisolaris-Trilogie nach Liu Cixin, Regie: Martin Zylka (Hörspiel – WDR)[2]
- 2018: Der dunkle Wald. Trisolaris-Trilogie nach Liu Cixin, Regie: Martin Zylka (Hörspiel – WDR)[3]
- 2021: Jenseits der Zeit. Trisolaris-Trilogie nach Liu Cixin, Regie: Martin Zylka (Hörspiel – WDR)[4]
- 2023: Die andere Frida – Autorinnen: Leticia Milano und Tina Müller – Regie: Claudia Johanna Leist (Hörspiel – WDR)[5]

## Hörbücher (Auswahl)
- 2015: James Bowen: BOB UND WIE ER DIE WELT SIEHT, Lübbe Audio, ISBN 978-3-8387-7335-3 (Hörbuch-Download)
- 2021: Timo Leibig: Fußabschneider (Thriller, Audible)